# Arbeitsgericht Ahrensburg
Das Arbeitsgericht Ahrensburg war ein deutsches Gericht der Arbeitsgerichtsbarkeit mit Sitz in Ahrensburg.

## Geschichte
Gemäß Arbeitsgerichtsgesetz vom 23. Dezember 1926 wurden in Deutschland Arbeitsgerichte gebildet. Diese waren nur in der ersten Instanz organisatorisch selbstständige Gerichte, die Landesarbeitsgerichte waren den Landgerichten zugeordnet. Am Landgericht Kiel entstand so 1927 das Landesarbeitsgericht Kiel als eines von drei Landesarbeitsgerichten im Bezirk des Oberlandesgerichts Kiel. In Ahrensburg entstand dabei kein Arbeitsgericht.
Mit dem Groß-Hamburg-Gesetz von 1937 wurde ein Landesarbeitsgericht Lübeck geschaffen und das ebenfalls neu gebildete Arbeitsgericht Ahrensburg diesem zum 31. März 1937 zugeordnet. Sein Sprengel umfasste die Gerichtsbezirke der Amtsgerichte Ahrensburg, Bargteheide, Bad Oldesloe, Reinbek und Trittau.
Nach der Besetzung Deutschlands durch die Alliierten wurden 1945 zunächst alle Gerichte geschlossen. Die ordentlichen Gerichte wurden schon bald wieder eröffnet, während die Arbeitsgerichte zunächst nicht wieder eingerichtet wurden, so dass arbeitsgerichtliche Streitigkeiten von den ordentlichen Gerichten erledigt werden mussten. Gemäß Kontrollratsgesetz 21 sollten in Deutschland Arbeitsgerichte aufgebaut werden. Bei den Beratungen über die Umsetzung wurde als Maßstab gewählt, dass die Bezirke der Arbeitsgerichte denen der Arbeitsämter entsprechen sollten. Danach wurde das Arbeitsgericht Ahrensburg nicht neu gebildet.
Allerdings war das Arbeitsgericht für den Bezirk Bad Oldesloe wegen der Raumnot zunächst bis 1948 in Ahrensburg untergebracht.